# Arenaways
Das Unternehmen Arenaways S.p.A. ist ein privates italienisches Eisenbahnunternehmen mit Sitz in Alessandria.

## Geschichte
Gründer, Miteigentümer und Namensgeber von Arenaways ist Giuseppe Arena, der lange Zeit bei Trenitalia beschäftigt war und 2001 das Güterverkehrs-Eisenbahnunternehmen Strade Ferrate del Mediterraneo (SFM) gründete, welches im Jahr 2004 von der Deutschen Bahn übernommen wurde und heute als DB Schenker Rail Italia S.r.l. (mit Sitz ebenfalls in Alessandria) firmiert. Die Gesellschaft wurde seit 2009 aufgebaut.
Ein Ziel des Unternehmens war es, den Regionalverkehr zwischen den Ballungsräumen der Regionen Piemont und Lombardei auszubauen. Dieser konnte in Form eines Ringverkehrs auf der Verbindung Mailand–Turin–Alessandria für circa ein Jahr eingerichtet werden. Jedoch erlaubte die Infrastrukturgesellschaft der italienischen Staatsbahn, RFI, Arenaways nicht zwischen Mailand und Turin Unterwegshalte zu bedienen. Wegen dieser Verhinderungsstrategie verurteilte die italienische Kartellbehörde am 25. Juli 2012 Trenitalia und RFI zu Geldstrafen.
Seit dem 1. August 2011 wird die Gesellschaft von einem Konkursverwalter geführt, nachdem Gesellschafter einen Konkursantrag gestellt hatten. Nach Berichten vom September 2011 soll Arenaways verkauft werden. Ein Grund für die Finanzprobleme soll die mangelnde Auslastung der wichtigsten Linie zwischen Turin und Mailand sein, da die Regionen keine Unterwegshalte gestattet hatten (siehe auch Regionalverkehr Turin–Mailand). Meldungen zufolge ist der regionale Linienverkehr nach der Sommerpause im August nicht wieder aufgenommen worden, während die internationalen Autoreisezüge wieder fahren. Laut einer weiteren Meldung wurde das Unternehmen an einen neuen Eigentümer verkauft.

## Auto- und Nachtzüge
Seit Mai 2010 fährt Arenaways in Kooperation mit der DB AutoZug Auto- und Nachtzüge von Hamburg und Düsseldorf nach Alessandria.
Für Sommer 2011 ist geplant, in Kooperation mit der niederländischen Firma Euro-Express-Treincharter B.V. Alessandria und Livorno mit s-Hertogenbosch (nähe von Arnheim) mit Auto- und Nachtzügen zu verbinden.
Für eigene Nachtzüge hat Arenaways von der Renfe für einen Zeitraum von fünf Jahren drei Talgo-Trenhotel-Garnituren gemietet. Diese sollen von Turin nach Reggio Calabria und Bari verkehren.

## Regionalverkehr

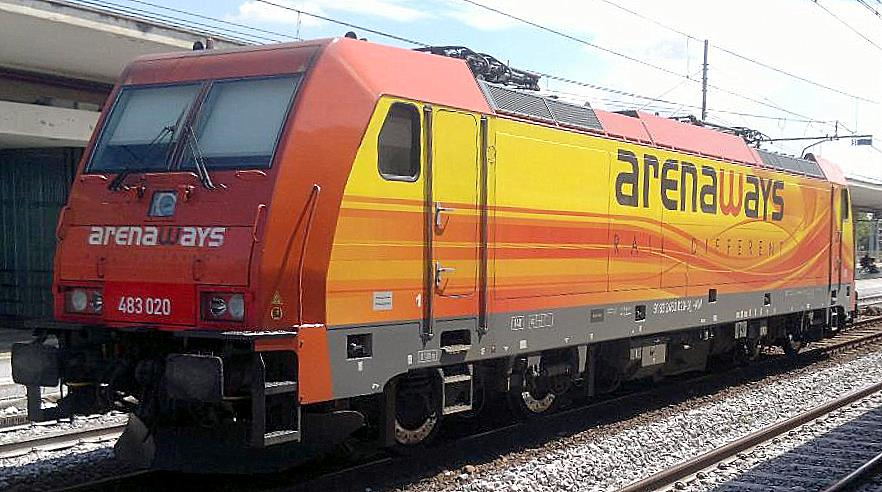
Bombardier TRAXX

### Turin–Mailand
Der Start des Ringverkehrs war für September 2010 beabsichtigt, musste jedoch aufgrund von Zulassungsproblemen bei den neu gekauften Reisezugwagen sowie Problemen bei der Vergabe der Fahrplantrassen verschoben werden.
Am 15. November 2010 konnte Arenaways den Betrieb mit zwei täglichen Zugpaaren Milano Rogoredo–Torino Lingotto aufnehmen, jedoch mit der Einschränkung, dass statt der geplanten 14 Stationen nur die 4 angefahren werden dürfen. Nur die Stationen in den Großstädten Mailand und Turin (Milano Rogoredo, Milano Porta Garibaldi, Torino Porta Susa und Torino Lingotto) dürfen bedient werden, da es Einsprüche laut Presseberichten von Trenitalia gegen eine Konkurrenzierung der bestehenden Regionalzüge durch Arenaways gibt.
Da die bestehenden Regionalzüge von den Regionen Piemont und Lombardei bezuschusst werden, besteht die Befürchtung, dass der geforderte Zuschussbetrag ansteigen würde, sobald diese Züge durch das neue Angebot konkurrenziert werden. Daher wurden Arenaways lediglich Fahrplantrassen für eine Direktverbindung Milano – Torino ohne Bedienung der Zwischenstationen zugewiesen.
Trotz dieser Widerstände kündigte Giuseppe Arena an, dass es wichtig sei, nun den Betrieb des ersten privaten Personenverkehrs auf der Schiene aufzunehmend und das der Kampf für einen fairen Wettbewerb im Personenverkehr weitergehe. Laut Arenaways wurden 50 Mio. € in die Flotte investiert. Die Instandhaltung der Züge soll in der Werkstatt in Arquata Scrivia erfolgen.
Als erste Angebotsverbesserung konnte das Unternehmen ab dem 21. Dezember 2010 den Verkehr auf vier Zugpaare ausdehnen. Der jeweils erste und letzte Zug des Tages verkehrt dabei interessanterweise auch an Wochenenden, die übrigen Züge nur von Montag bis Freitag. Im Zuge dieser Fahrplanänderung konnten auch Reisezeitverkürzungen bis zu nur 1:41 h zwischen Torino Porta Susa und Milano Porta Garibaldi erreicht werden. Seit dem Konkursantrag sind die Linienverbindungen ausgesetzt.
Service
Arenaways will mit schnellen Verbindungen sowie modernen und komfortablen Fahrzeugen Regionalverkehr auf hohem Niveau anbieten. Die neuen Fahrzeuge bieten den Reisenden mit großen Sitzabständen und vis-a-vis-Bestuhlung sehr viel Platz, hinzu kommt in jedem Zug ein Wagen mit Snack Bar sowie Info- und Ticketschalter. Auf eine Unterteilung in 1. und 2. Klasse wird verzichtet, es wird eine einheitliche recht hochwertige Klasse angeboten, Platzreservierungen sind obligatorisch und im Fahrpreis enthalten.
Tickets
Der Ticketpreis für die einfache Fahrt zwischen Turin und Mailand liegt bei 17 €. Zum Vergleich: Das InterCity-Ticket von Trenitalia kosten 14,50 € in der zweiten, 19,50 € in der ersten Klasse.
Die Kunden können sich die Tickets (ohne Aufpreise) auf drei Arten beschaffen: über die Internetseite des Unternehmens, an Bord des Zuges (an Automaten oder beim Zugpersonal) sowie an bestimmten Zeitungsständen oder „Tabaccherias“ an oder neben den bedienten Bahnhöfen.

### Cuneo – Savigliano und Ceva – Ormea
Im März 2024 wurde Arenaways von der Region Piemont beauftragt die Strecken Savigliano–Saluzzo–Cuneo und Ceva–Ormea ab dem 1. Januar 2025 für 10 Jahre zu betreiben. Dafür mietet das Unternehmen vier ATR220 Triebzüge von Trasporto Passeggeri Emilia Romagna an.